# Donald Malarkey
Technical Sergeant Donald George Malarkey (Astoria, 31 juli 1921 – Salem (Oregon), 30 september 2017) was een Amerikaans onderofficier bij de Easy Company, 2de Bataljon, 506th Parachute Infantry Regiment in het 101st Airborne Division tijdens de Tweede Wereldoorlog. Malarkey wordt in de televisieserie Band of Brothers gespeeld door Scott Grimes.

## Eerste jaren
Donald Malarkey werd geboren in Astoria in Oregon. Hij is de zoon van Leo Malarkey en Helen Trask. Malarkey studeerde aan de Star of the Sea, een katholieke school in Astoria, waar hij zich ontwikkelde als atleet, vooral als point guard in het basketbalteam. In 1939 studeerde hij af aan de Astoria High School. In zijn jeugd werkte hij op een ringzegenvaartuig op de rivier de Columbia en als vrijwillige brandweerman. Hij was bezig met zijn eerste semester op de University of Oregon toen Pearl Harbor werd aangevallen. 

## Tweede Wereldoorlog
Na Pearl Harbor probeerde Malarkey bij de United States Marine Corps te komen, maar werd afgewezen vanwege gebitsproblemen. Daarna probeerde hij het bij de United States Army Air Corps, maar miste de benodigde wiskundige achtergrond. In juli 1942 ging hij vrijwillig bij de para-eenheden van het Amerikaanse leger. Hij trainde in Camp Toccoa in Georgia waar slechts één op zes soldaten zijn springkwalificatie behaalde.
Hij werd lid van de Easy Company, 2de Bataljon, 506th Parachute Infantry Regiment van de 101st Airborne Division. In 1943 vertrok hij naar Engeland om zich daar voor te bereiden op Operatie Overlord. In de duisternis van de ochtend van D-Day landde Malarkey met zijn eenheid per parachute in Frankrijk. Later op die dag ontving hij de Bronze Star voor zijn heldenmoed in het gevecht om vier Duitse 105-mm kanonnen uit te schakelen, een actie die nu bekendstaat als de Brécourt Manor Assault.
Hij vocht 23 dagen in Normandië, bijna 80 dagen in Nederland, 33 dagen tijdens de Slag om Bastenaken in België en bijna dertig meer in en rond Haguenau in Frankrijk en in het Ruhrgebied in Duitsland. Voordat Operatie Market Garden begon werd hij bevorderd tot sergeant. Nooit ernstig gewond geraakt, diende Malarkey meer tijd aan het front dan enig ander lid van de Easy Company. Malarkey werd onderscheiden met de Bronzen Ster, Purple Heart, Good Conduct Medal, American Campaign Medal en andere onderscheidingen.

## Na de oorlog

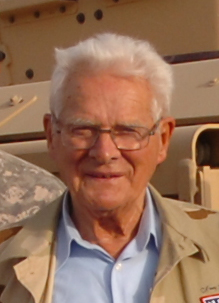
Donald Malarkey in 2008

Malarkey keerde in 1946 terug naar de University of Oregon. Terwijl hij aan de universiteit studeerde ontmoette hij Irene Moor uit Portland, ze verloofden zich en trouwden op 19 juni 1948. Malarkey studeerde in 1949 af in bedrijfswetenschappen. Het stel ging wonen in Astoria en ging werken bij Lovell Motors. In die tijd probeerde Malarkey Count Commissioner van Clatsop County te worden en werd in 1954 gekozen. De familie verhuisde daarna naar Portland en hij werkte daar als verzekeringsagent en makelaar. Het stel had vier kinderen. Zijn vrouw stierf in 2006.
In 1989 reisde Malarkey samen met historicus Stephen Ambrose en andere leden van de Easy Company naar verschillende plekken in Europa waar ze gevochten hadden. Malarkey sprak veel op middelbare scholen, op de universiteit en andere groepen over zijn ervaringen bij de Easy Company. 
Donald Malarkey overleed in 2017 op 96-jarige leeftijd.